# Палац Біжу
Пала́ц Біжу́ (англ. Bijou Palace) або Пала́ц Аль-Ґоуха́ра (араб. قصر الجوهرة, Qasr al-Gawhara) — палац Мухаммеда Алі Єгипетського на території Цитаделі у столиці Єгипту місті Каїрі.

## Загальна й історична інформація
Палац розташований південніше за Мечеть Алі Мухаммеда  на території Каїрської Цитаделі.
Палац Біжу було зведено 1814 року за наказом Мухаммеда Алі Єгипетського — він правив за резиденцію правителя, для розміщення різноманітних служб, а також призначався для прийому поважних гостей. 
Архітектурно будівля являє яскравий взірець османського зодчества зі значним впливом (стосується, в першу чергу, інтер'єрів) європейських мистецьких стилів, зокрема рококо. 
Назву палацу Ґоухара («Дорогоцінний камінь») зазвичай пов'язують з ім'ям останньої дружини Мухаммеда Алі Ґоухари ханум. Проте народні перекази забезпечили палацу славу скарбниці правителя, через що на палац не рідко зазіхали — востаннє 1972 року замах на пограбування був прикритий пожежею, що завдала значної шкоди будівлі.
Єгипетська влада доклала зусиль до відновлення й ретельної реставрації споруди Палацу Біжу, в тому числі для організації у ній музею (офіційно Музей «Гостовий палац», подеколи також називається Музеєм королівських портретів або Музеєм дорогоцінностей), відкритого для відвідання туристами.
Вхідний квиток до Цитаделі є чинним для відвідання Палацу Біжу.

## Експозиція
Вже у вхідному коридорі увагу відвідувачів привертає цікавий експонат — величезне позолочене люстро з доби Алі Мухаммеда, призначене для того, щоб гості правителя мали змогу підправити свою зовнішність і поставали перед очі можновладця у якнайкращому вигляді.
Стіни над сходами, що ведуть нагору, прикрашені численними портертами (здебільшого вручалися іноземними послами як подарунки Алі Мухаммеду).
Найцікавіша частину огляду розташована нагорі — офіційна зала прийомів Алі Мухамеда з троном правителя, що був подарунком італійського короля, та покої правителя з предметами побуту (ліжко та інші меблі, предмети декору тощо).

## Галерея

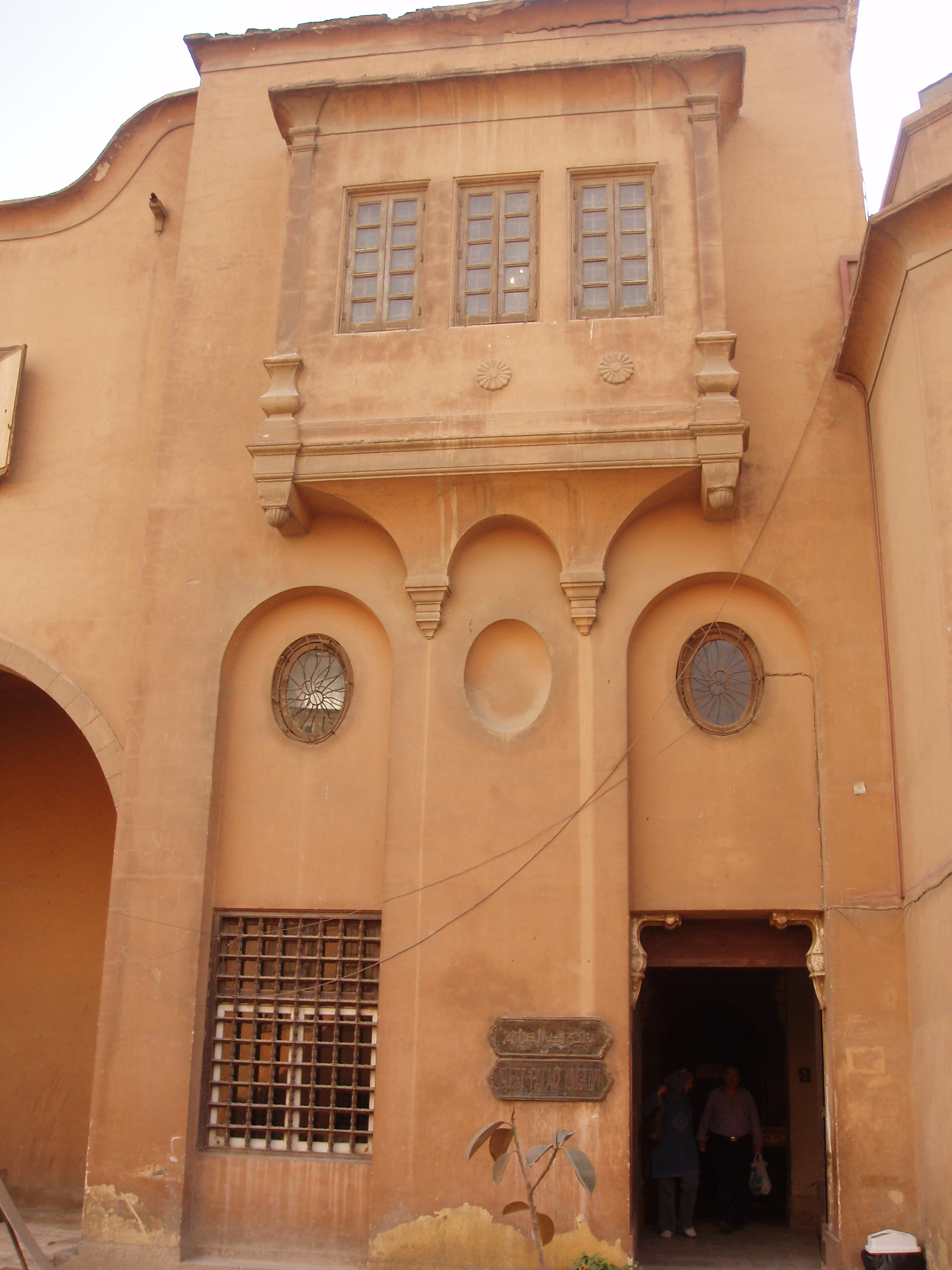
Вхід до палацу й фрагмент будівлі
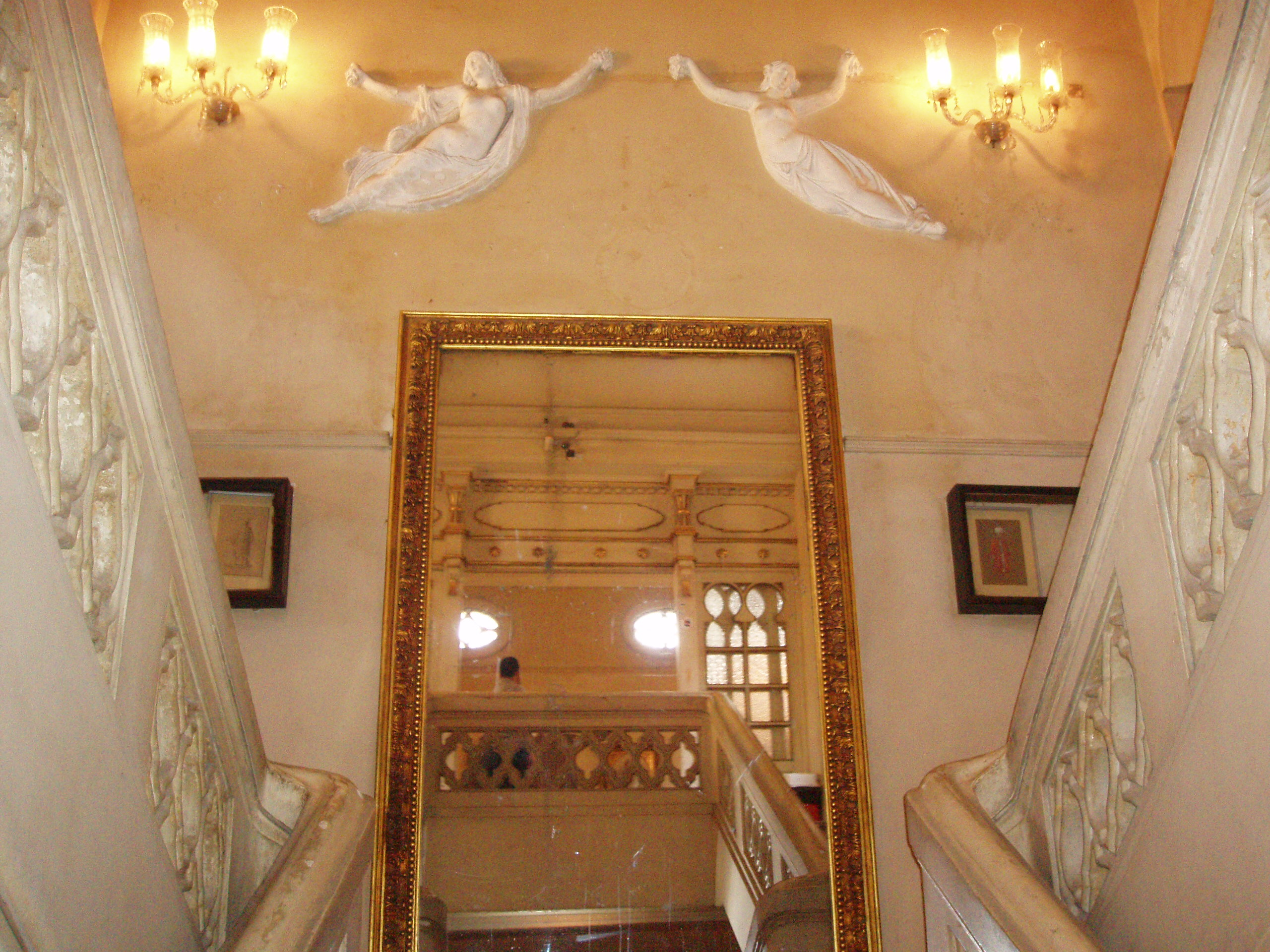
Сходи нагору
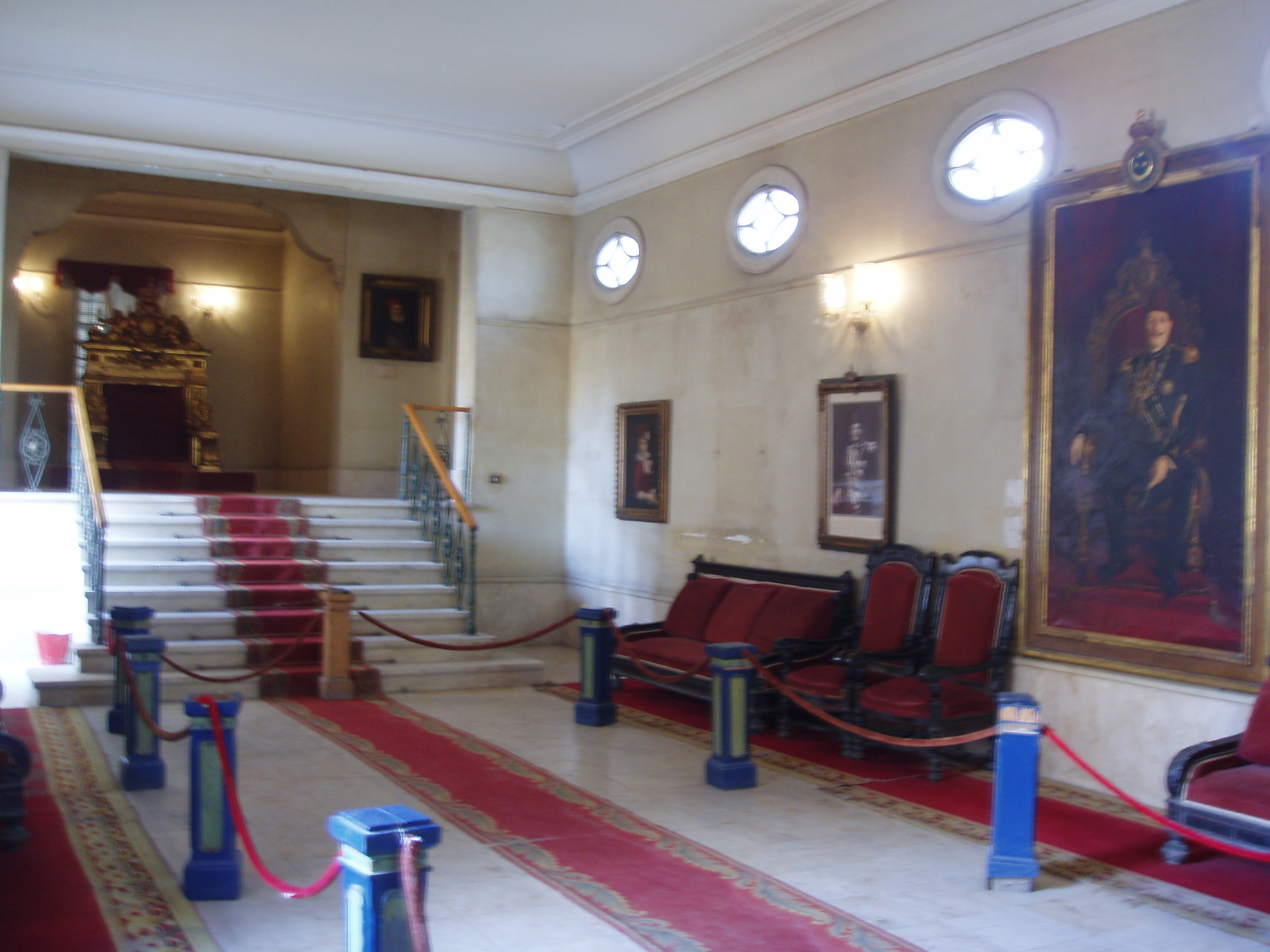
Зала прийомів
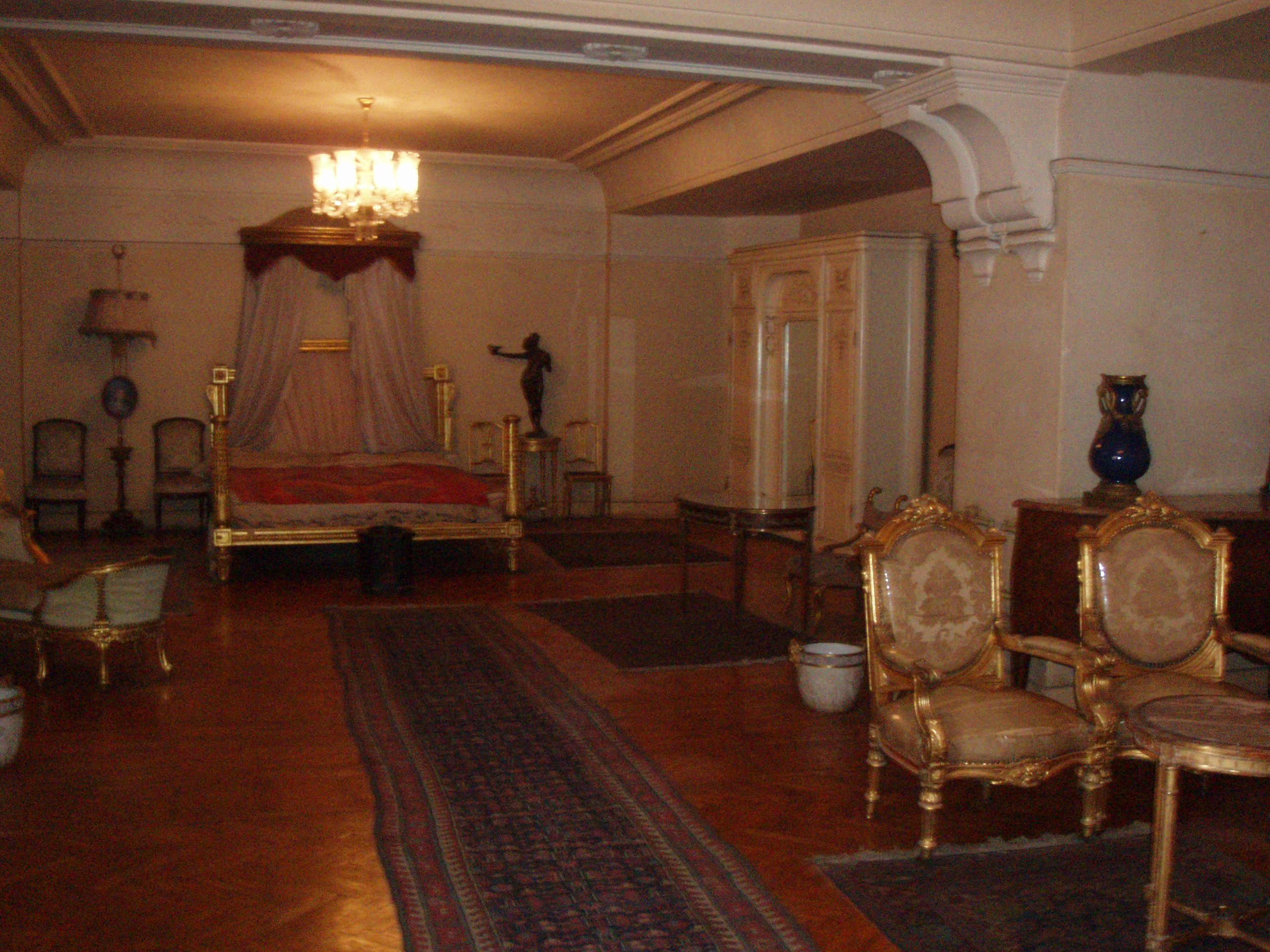
Особисті покої

## Виноски
1. ↑  Палац Біжу на www.egyptianmuseums.net